# Violetta Kolobova
Violetta Kolobova (Dzerzhinsk, 27 de julho de 1991) é uma esgrimista russa, medalhista olímpica.

## Carreira
Violetta Kolobova representou seu país nos Jogos Olímpicos de Verão de 2016, na espada. Conseguiu a medalha de bronze no espada por equipes.